# La Mer de Sable
Koordinaten: 49° 8′ 43″ N, 2° 40′ 35″ O
La Mer de Sable (oder Mer de Sable) ist ein im Jahr 1963 eröffneter Themen- und Freizeitpark in Frankreich in Ermenonville in der Region Hauts-de-France, etwa 45 km nordöstlich von Paris entfernt.

## Geschichte
La Mer de Sable ist der älteste Themenpark in Frankreich. Eröffnet wurde der Park im Jahr 1963 von dem französischen Schauspieler Jean Richard.
2005 wurde der Park an die Compagnie des Alpes verkauft. Mit dem Betreiberwechsel sank die Besucherzahl kontinuierlich. So hatte der Park noch in der Saison 2004 rund 430.000 Besucher im Jahr gehabt. Zehn Jahre später waren es in der Saison 2014 nur noch 320.000 Besucher im Jahr gewesen. Anfang 2015 gab die Compagnie des Alpes den Verkauf des Parks zusammen mit dem Tierpark Planète Sauvage für 15,4 Millionen Euro an die Looping Group bekannt. Seit Ende Juni 2015 ist die Looping Group der neue Betreiber des Parks.
Der Park bietet auf einer 55 Hektar großen Fläche 28 Attraktionen an, dazu gehören auch fünf Spielplätze und drei Shows.

## Attraktionen

### Achterbahnen
| Name            | Typ                                  | Hersteller                   | Eröffnet |
| --------------- | ------------------------------------ | ---------------------------- | -------- |
| Bandidos        | Spinning Coaster, Familienachterbahn | SBF Visa Group               | 2016     |
| Silver Mountain | Familienachterbahn                   | Vekoma                       | 2021     |
| Tiger Express   | Wilde Maus                           | Mack Rides                   | 2011     |
| Wild Buffalo    | Holzachterbahn                       | Great Coasters International | 2025     |

### Wasserattraktionen
| Name                   | Typ                   | Hersteller     | Eröffnet |
| ---------------------- | --------------------- | -------------- | -------- |
| Aquasouk               | Splash Battle         | Zamperla Rides | 2016     |
| Cheyenne River         | Wildwasserbahn        | Soquet         | 1996     |
| La Jungle des Chikapas | Dark Water Ride       |                | 1991     |
| La Rivière des Castors | Kinder-Wildwasserbahn | Zamperla Rides | 2007     |
| Riviere Sauvage        | Rapid River           | Soquet         | 1988     |

### Weitere Attraktionen
| Name               | Typ                   | Hersteller     | Eröffnet |
| ------------------ | --------------------- | -------------- | -------- |
| Accro Liane        | Kinderspielplatz      |                | 2007     |
| Aéropostale        | Aeromax               | Zamperla Rides | 2007     |
| Babouing           | Familien-Freifallturm | Zierer Rides   | 2007     |
| Carni Dévore       | Rockin' Tug           | Zamperla Rides | 2007     |
| Cycl’o Vent        | Magic Bike            | Zamperla Rides | 2007     |
| El Condor          | Wellenflieger         | Zierer Rides   | 2018     |
| Le Simoun          | Disk’O                | Zamperla Rides | 2016     |
| Les p'tits Rangers | Fire Brigade          | Zamperla Rides | 2008     |
| Oasis              |                       | Eibe           | 2007     |
| Peroké             | Tri-Star              | Huss Rides     | 2007     |
| Piste de l'Ouest   | Schienenreitbahn      | Soquet         | 2004     |
| Raid du Désert     | Jump Around           | Zamperla Rides | 2007     |
| Ruée vers L'or     | Berg- und Talbahn     | Zierer Rides   | 2008     |
| Safarigolo         | Safari-Rundfahrt      | Zamperla Rides | 2007     |
| Siroko             | Samba Balloon         | Zamperla Rides | 2007     |
| Tornado            | Fiesta Mexicana       | Moser's Rides  | 2018     |
| Train des Sables   | Parkeisenbahn         |                | 1967     |

### Ehemalige Attraktionen
| Name              | Typ             | Hersteller    | in Betrieb |
| ----------------- | --------------- | ------------- | ---------- |
| Dragon de Bei Hai | Junior Coaster  | Cavazza Diego | 1990–2006  |
| Train du Colorado | Powered Coaster | Soquet        | 2000–2009  |

## Galerie

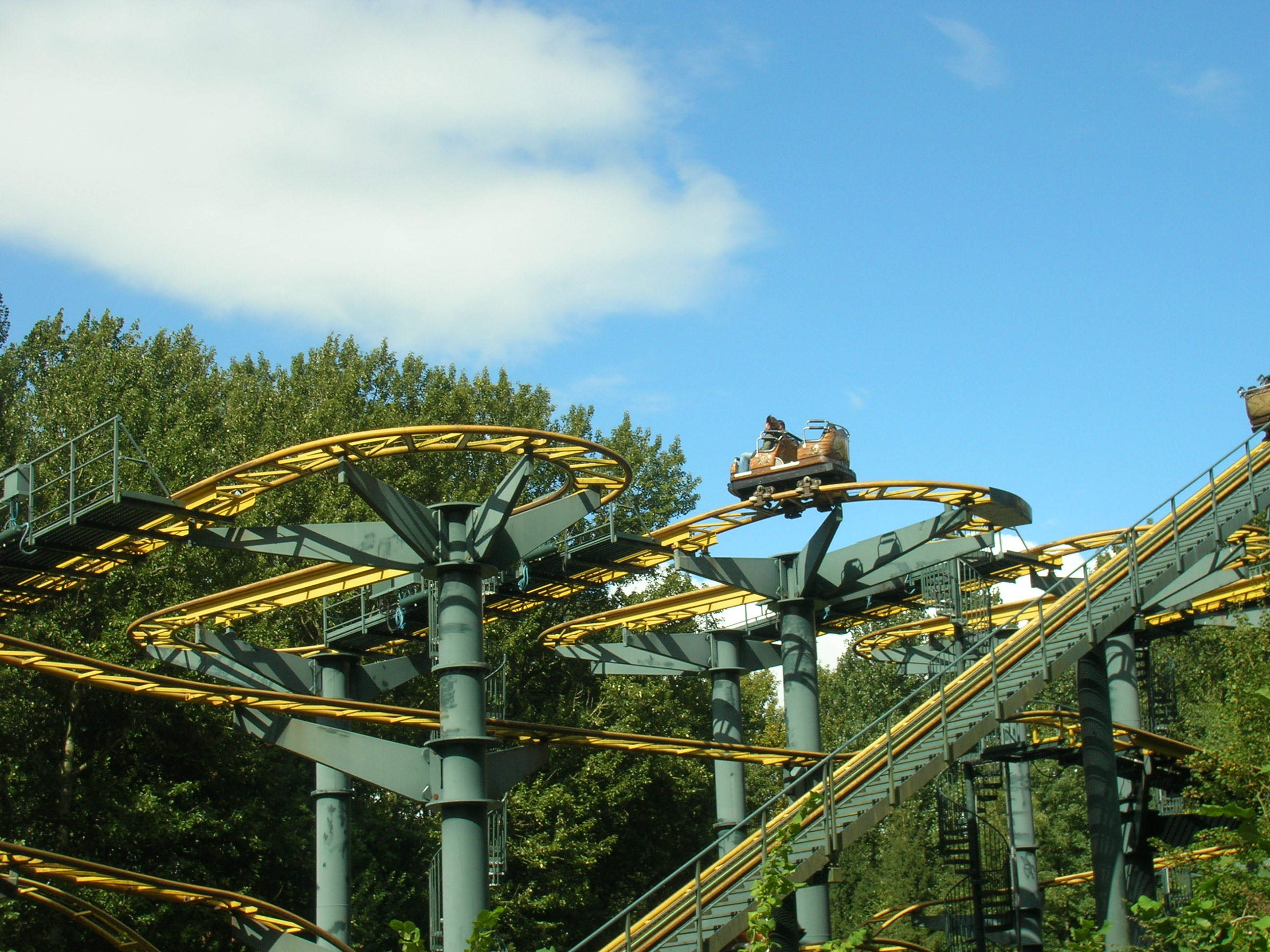
Tiger Express
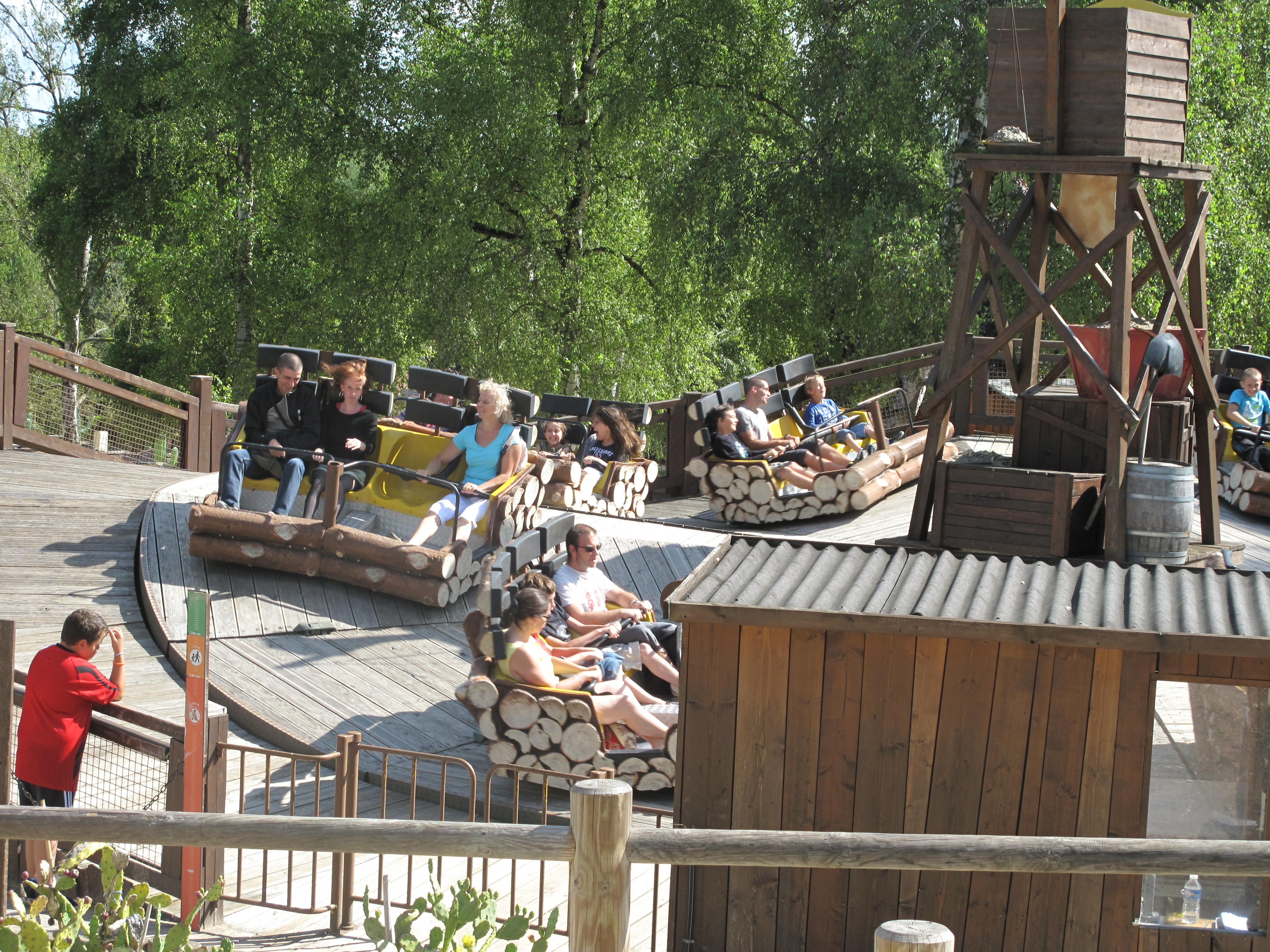
Ruée vers L'or
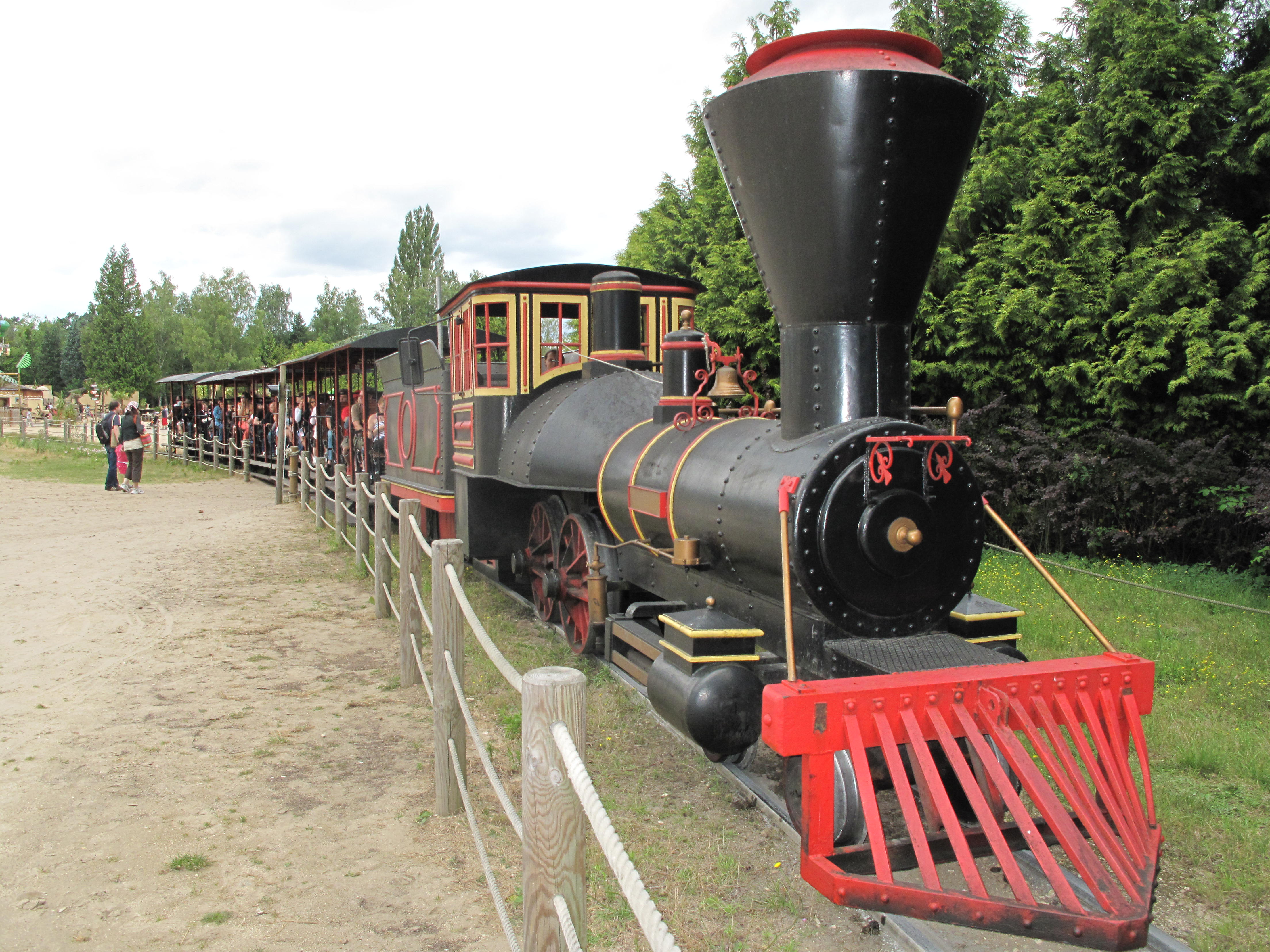
Train des Sables
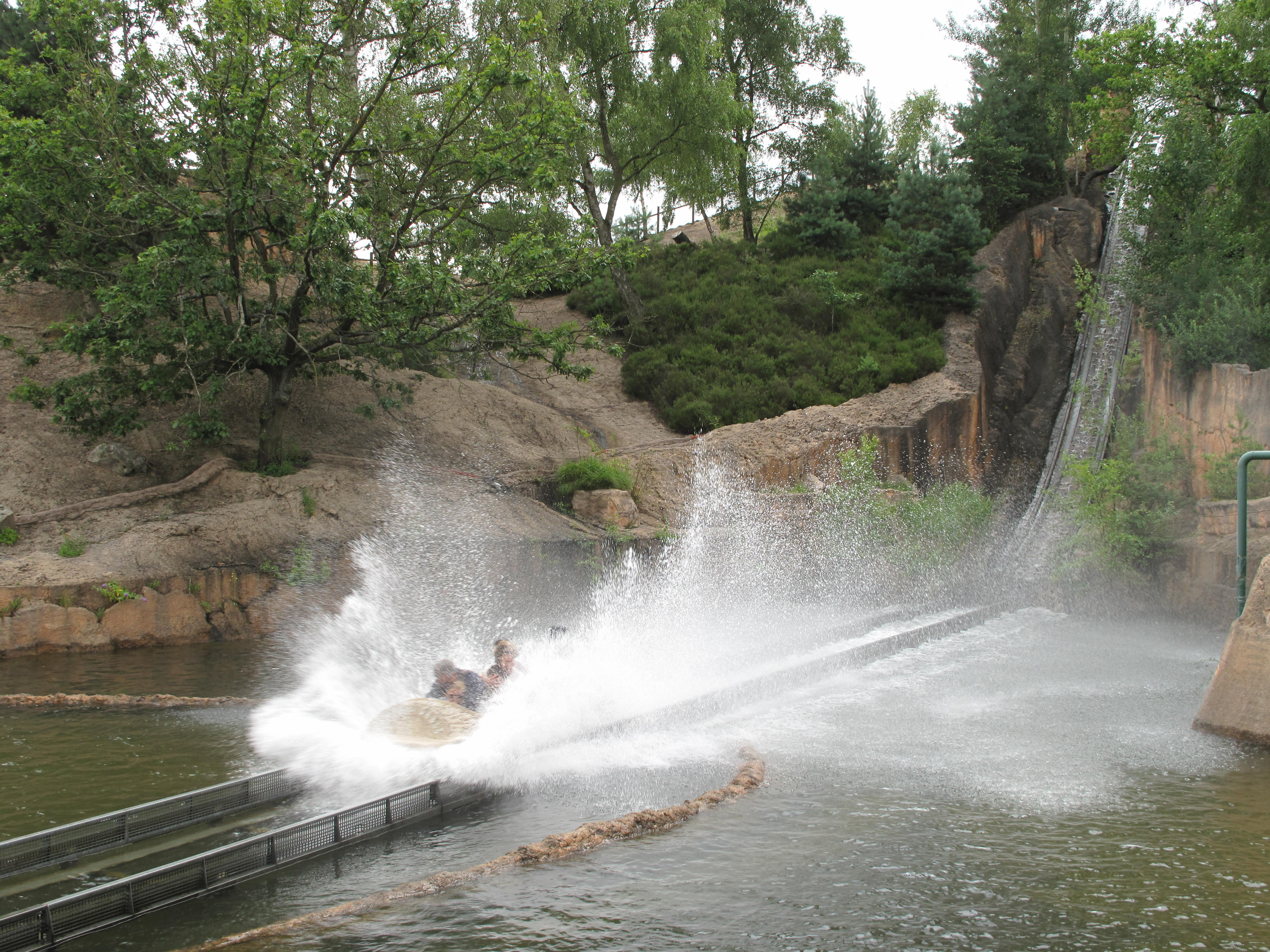
Cheyenne River